# Guyana aux Jeux olympiques d'été de 2000
Le Guyana a participé aux Jeux olympiques d'été de 2000 à Sydney. Il s'agit de la 8e participation du pays à des Jeux olympiques d'été.

## Nombre d'athlètes qualifiés par sport
Voici la liste des qualifiés et sélectionnés Guyannais par sport (remplaçants compris) :
| Sport      | Hommes | Femmes | Total |
| ---------- | ------ | ------ | ----- |
| Athlétisme | 3      | 1      | 4     |

## Liste des médaillés guyannais
Aucun athlète Guyannais ne remporte de médaille durant ces JO.

## Participants
Le Guyana est représenté par quatre athlètes tous engagés en athlétisme.

## Athlétisme

### Hommes
| Athlète       | Épreuve     | Séries        | Séries | Quarts de finale | Quarts de finale | Demi-finales | Demi-finales | Finale  | Finale  |
| Athlète       | Épreuve     | Temps         | Rang   | Temps            | Rang             | Temps        | Rang         | Temps   | Rang    |
| ------------- | ----------- | ------------- | ------ | ---------------- | ---------------- | ------------ | ------------ | ------- | ------- |
| Ian Roberts   | 800 m       | 1 min 52 s 32 | 7e     | Eliminé          | Eliminé          | Eliminé      | Eliminé      | Eliminé | Eliminé |
| Charles Allen | 110 m haies | 14 s 21       | 5e     | Eliminé          | Eliminé          | Eliminé      | Eliminé      | Eliminé | Eliminé |
| Paul Tucker   | 400 m haies | 50 s 92       | 6e     | Eliminé          | Eliminé          | Eliminé      | Eliminé      | Eliminé | Eliminé |

### Femmes
| Athlète       | Épreuve | Séries  | Séries | Quarts de finale | Quarts de finale | Demi-finales | Demi-finales | Finale  | Finale  |
| Athlète       | Épreuve | Temps   | Rang   | Temps            | Rang             | Temps        | Rang         | Temps   | Rang    |
| ------------- | ------- | ------- | ------ | ---------------- | ---------------- | ------------ | ------------ | ------- | ------- |
| Aliann Pompey | 400 m   | 53 s 09 | 5e     | 53 s 42          | 8e               | Eliminé      | Eliminé      | Eliminé | Eliminé |